# Hosjön (Sundsjö socken, Jämtland)
Hosjön är en sjö i Bräcke kommun i Jämtland och ingår i Ljungans huvudavrinningsområde. Sjön har en area på 0,455 kvadratkilometer och ligger 318 meter över havet.

## Delavrinningsområde
Hosjön ingår i det delavrinningsområde (698871-146772) som SMHI kallar för Utloppet av Ytter-Gässlingen. Medelhöjden är 345 meter över havet och ytan är 8,62 kvadratkilometer. Räknas de 6 avrinningsområdena uppströms in blir den ackumulerade arean 50,24 kvadratkilometer. Gålösån som avvattnar avrinningsområdet har biflödesordning 3, vilket innebär att vattnet flödar genom totalt 3 vattendrag innan det når havet efter 213 kilometer. Avrinningsområdet består mestadels av skog (80 procent). Avrinningsområdet har 1,01 kvadratkilometer vattenytor vilket ger det en sjöprocent på 11,7 procent.